# Kyyttimenluoto
Kyyttimenluoto är en ö i Finland. Den ligger i sjön Palusjärvi och i kommunen Ulvsby i den ekonomiska regionen  Björneborgs ekonomiska region  och landskapet Satakunta, i den sydvästra delen av landet, 210 km nordväst om huvudstaden Helsingfors. Öns area är 21 hektar och dess största längd är 0,7 kilometer i öst-västlig riktning.